# Canottaggio ai Giochi della III Olimpiade - Singolo maschile
La competizione del singolo maschile dei Giochi della III Olimpiade si è svolta al Creve Coeur Lake (Maryland Heights) il giorno 30 luglio 1904.

## Risultati
| Pos.    | Atleta          | Nazione     | Tempo           |
| ------- | --------------- | ----------- | --------------- |
| Oro     | Frank Greer     | Stati Uniti | 10'08"5         |
| Argento | Jim Juvenal     | Stati Uniti | a 2 lunghezze   |
| Bronzo  | Constance Titus | Stati Uniti | a 1/2 lunghezza |
| 4       | Divie Duffield  | Stati Uniti | n/d             |